# ГЕС Yǒuchóu
ГЕС Yǒuchóu (酉酬水电站) — гідроелектростанція у центральній частині Китаю в провінції Чунцін. Знаходячись перед ГЕС Shídī, входить до складу каскаду на річці Youshui, лівій притоці Юаньцзян, котра впадає до розташованого на правобережжі Янцзи великого озера Дунтін.
В межах проекту річку перекрили бетонною гравітаційною греблею висотою 63 метра та довжиною 186 метрів. Вона утримує витягнуте на 51,3 км водосховище з об'ємом 152 млн м3 (корисний об'єм 55 млн м3), в якому припустиме коливання рівня поверхні у операційному режимі між позначками 328 та 335 метрів НРМ (під час повені до 337,3 метра НРМ).
Пригреблевий машинний зал обладнали двома турбінами типу Френсіс потужністю по 60 МВт, котрі забезпечують виробництво 392 млн кВт-год електроенергії на рік.